# 安兹拉维扎-基利尼
安兹拉维扎-基利尼（希臘語：Ανδραβίδα-Κυλλήνη）是希腊西希腊大区伊利亚专区的市镇，行政中心为莱谢纳镇。市镇面积为355.5平方公里，2021年人口数量为22,552人。
此市镇设立于2011年地方政府改革中，由原4个市镇合并而成，原市镇则成为新市镇的4个市区。